# Ankazobe (stad)
Ankazobe is een stad in Madagaskar, gelegen in de regio Analamanga. De stad telt 14.356 inwoners (2005).

## Geschiedenis
Tot 1 oktober 2009 lag Ankazobe in de provincie Antananarivo. Deze werd echter opgeheven en vervangen door de regio Analamanga. Tijdens deze wijziging werden alle autonome provincies opgeheven en vervangen door de in totaal 22 regio's van Madagaskar.